# Epipocus rufitarsis
Epipocus rufitarsis är en skalbaggsart som först beskrevs av Louis Alexandre Auguste Chevrolat 1835.  Epipocus rufitarsis ingår i släktet Epipocus och familjen svampbaggar. Inga underarter finns listade i Catalogue of Life.